# Flustrellidridae
Flustrellidridae zijn een familie van mosdiertjes (Bryozoa) uit de orde van de Ctenostomatida.

## Geslachten
- Elzerina Lamouroux, 1816
- Flustrellidra Bassler, 1953
- Flustrellidrella d'Hondt, 1983
- Neobockiella d'Hondt, 1983
- Neoflustrellidra d'Hondt, 1976